# Tatra 111
Tatra 111 – rodzina samochodów ciężarowych wysokiej ładowności produkowanych w latach 1942–1962 przez czechosłowacką firmę Tatra. Pojazdy tej serii wykorzystują tradycyjną dla producenta koncepcję sztywnej ramy szkieletowej i wahliwych półosi zapewniających niezależne zawieszenie. Całkowita produkcja modelu 111 wyniosła 33 690 egzemplarzy.

## Historia

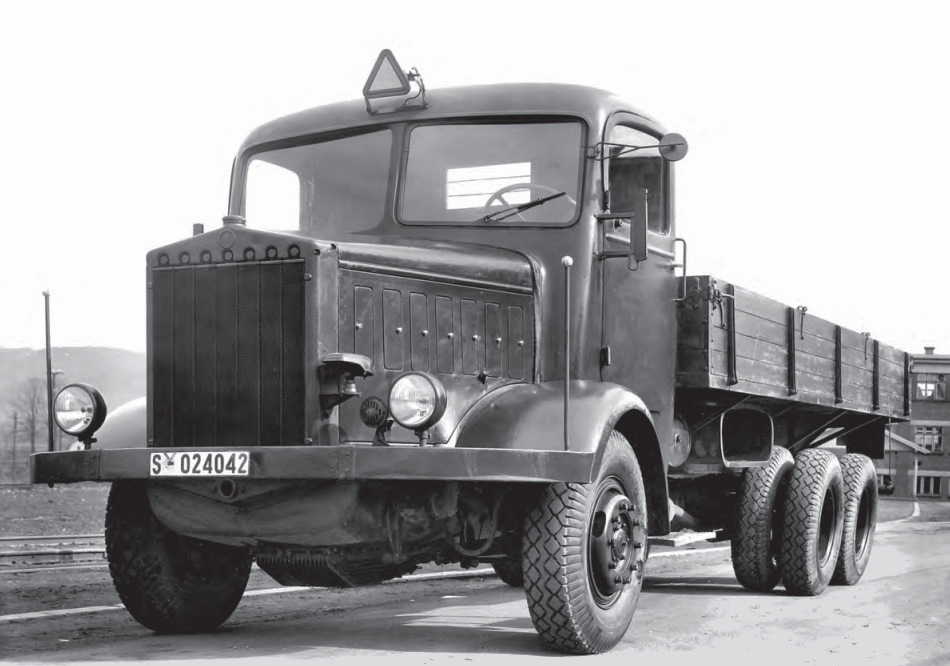
Tatra 81 – protoplasta modelu 111

Tatra 111 powstała w czasie II wojny światowej na zlecenie Wehrmachtu. Stanowiła rozwinięcie małoseryjnego (220 sztuk) modelu Tatra 81, produkowanego w latach 1939–1942. Prototypy nowego pojazdu, wyposażone w drewnianą kabinę i ładowności wynoszącej 6,5 tony (Tatra 6500/111) powstały w 1941 roku, a kilka miesięcy później przystąpiono do produkcji seryjnej nowego modelu. Wehrmacht pierwsze ciężarówki Tatra 111 otrzymał w 1943 roku, trafiły one do oddziałów sanitarnych i transportowych. W tym samym czasie dokonano pierwszej poważniejszej modernizacji pojazdu – zmianie uległa konstrukcja kabiny, szkielet drewniany został obity blachą stalową, poprawiano ergonomię i widoczność z miejsca kierowcy oraz zwiększono ładowność do 8 ton (Tatra 8000/111). W czasie II wojny światowej koprzywnickie zakłady wyprodukowały około 900 sztuk modelu 111, większość z nich trafiła do armii niemieckiej. W 1945 roku kilkanaście gotowych ciężarówek zostało zarekwirowanych przez Armię Czerwoną. Pierwsza powojenna modernizacja samochodu miała miejsce w 1947 roku i polegała na zwiększeniu ładowności pojazdu z 8,5 na 10 ton. Kolejną większą modernizację Tatra 111 przeszła w 1950 roku. Zmianie uległa wówczas kabina – przy jej budowie zastosowano konstrukcję całkowicie stalową, z uchylanymi przednimi szybami i rozkładanymi fotelami, umożliwiającymi utworzenie dwuosobowego łóżka. Ponadto przeprojektowano deskę rozdzielczą, która została wyposażona w kilka dodatkowych wskaźników i zegarów. Ostatnia modernizacja pojazdu miała miejsce w 1952 roku i dotyczyła głównie silnika, w którym zastosowano nowe aluminiowe głowice, zmieniono kształt komory spalania w tłokach i ulepszono wentylatory. Nowy silnik o obniżonych obrotach i mocy 180 KM otrzymał oznaczenie T111A. Tatra 111 dzięki swojej wytrzymałości i łatwości obsługi znalazła szerokie zastosowanie w armiach układu warszawskiego, a także wśród cywilnych użytkowników krajów RWPG. Samochody te świetnie sprawdzały się w chłodnym klimacie np. Syberii, gdzie pomimo ładowności wynoszącej 10 ton Tatry 111 były często wykorzystywane do ciągnięcia przyczep o łącznej masie nawet 60 ton. Trzeba przy tym zaznaczyć, że ich praca odbywała się na trasach o długości nawet 4 tys. kilometrów, w warunkach złej infrastruktury drogowej i w temperaturze sięgającej często –50 °C. W tak ekstremalnych warunkach przewóz ładunku mógł trwać aż 20 dni i odbywał się z prędkością zaledwie 25 km/h. Największym odbiorcą zagranicznym pojazdu był ZSRR, który w latach 1948–1962 otrzymał około 8500 pojazdów. W Polsce Tatry 111 były używane m.in. w leśnictwie, a najczęściej spotykanymi wersjami był dźwig (Tatra 111R) oraz ciężki ciągnik balastowy Tatra 141. W armii czechosłowackiej eksploatację pojazdu zakończono na początku lat 90.

## Dane techniczne
Podstawowe dane techniczne pojazdu:
| Nazwa                                            | Wartość                            | Źródło            |
| Parametry silnika                                | Parametry silnika                  | Parametry silnika |
| ------------------------------------------------ | ---------------------------------- | ----------------- |
| Typ                                              | Tatra V910                         | [ 2 ] [ 1 ]       |
| Paliwo                                           | olej napędowy                      | [ 2 ] [ 1 ]       |
| Pojemność skokowa                                | 14 825 cm3                         | [ 2 ] [ 9 ]       |
| Moc maks.                                        | 132,5 kW przy 1800 obr./min        | [ 9 ] [ 1 ]       |
| Liczba cylindrów                                 | 12                                 | [ 2 ] [ 1 ]       |
| Maks. moment obrotowy                            | 726 Nm przy 1600 obr./min          | [ 2 ] [ 9 ]       |
| Średnica tłoka                                   | 110 mm                             | [ 2 ] [ 9 ]       |
| Skok tłoka                                       | 130 mm                             | [ 2 ] [ 9 ]       |
| Kompresja                                        | 1:16,5                             | [ 2 ] [ 1 ]       |
| Poj. zbiornika paliwa                            | 135 l (Tatra 111 R)                | [ 10 ]            |
| Zużycie paliwa                                   | 34 l/100 km                        | [ 2 ] [ 9 ]       |
| Masa silnika                                     | 970 kg                             | [ 2 ] [ 1 ]       |
| Zużycie oleju silnikowego                        | 0,3 l/100 km                       | [ 2 ] [ 1 ]       |
| Prądnica                                         | 12 V, 300 W                        | [ 2 ] [ 1 ]       |
| Akumulatory                                      | 2 x 12 V/115 Ah                    | [ 2 ] [ 1 ]       |
| Parametry podwozia i układu przeniesienia napędu |                                    |                   |
| Długość                                          | 8,27 m (Tatra 111 N)               | [ 5 ]             |
| Wysokość                                         | 2,68 m (Tatra 111 N)               | [ 5 ]             |
| Szerokość                                        | 2,50 m (Tatra 111 N)               | [ 5 ]             |
| Rozstaw kół przednich                            | 2080 mm                            | [ 2 ] [ 1 ]       |
| Rozstaw kół tylnych                              | 1800 mm                            | [ 2 ] [ 1 ]       |
| Rozstaw pomiędzy osiami                          | 4175 + 1 220 mm                    | [ 2 ] [ 1 ]       |
| Prześwit                                         | 300 mm                             | [ 2 ] [ 1 ]       |
| Skrzynia biegów                                  | 4 + 1, zsynchronizowany 1 i 2 bieg | [ 2 ] [ 9 ]       |
| Ładowność                                        | 10 200 kg                          | [ 2 ] [ 1 ]       |
| Masa własna                                      | 9400 kg (wersja skrzyniowa)        | [ 2 ] [ 1 ]       |
| Liczba miejsc                                    | 3                                  | [ 11 ] [ 10 ]     |
| Prędkość maks.                                   | 75 km/h                            | [ 5 ] [ 2 ]       |

## Wersje
Tatra 111 występowała w kilku standardowych wariantach produkcyjnych:
- T6500/111 – samochody z początkowego okresu produkcji o ładowności 6,5 t,
- T8000/111 – samochody z początkowego okresu produkcji o ładowności 8 t,
- T111R – zabudowa skrzyniowa ze stalową kabiną (T128),
- T111NR – zabudowa skrzyniowa ze stalową kabiną wyposażona w mechaniczną wyciągarkę z napędem od skrzyni redukcyjnej,
- T111N – zabudowa skrzyniowa ze stalową kabiną wyposażona w mechaniczną wyciągarkę z napędem od skrzyni redukcyjnej, na skrzyni ładunkowej ławki przewidziane do transportu ludzi,
- T111S – trójstronna wywrotka (S3), drewniane burty o wysokości 400 mm,
- T111S2 – jednostronna wywrotka (S1), najcięższa wersja pojazdu (poza zabudowami specjalnymi), wzmocniona konstrukcja, stalowe burty, rozstaw osi w stosunku do bazowego modelu skrócony o 350 mm, masa własna 9 460 kg,
- T111C – cysterna o pojemności 7 000 litrów na pomocniczej ramie, składająca się z 3 niezależnych komór, wyposażona w pompy napędzane od reduktora terenowego, produkcja zabudowy – Brandýské Strojírny a Slévárny,
- T111C2 – zabudowa T111C bez pomocniczej ramy,
- T111/140R – podwozie przystosowane do zabudowy dźwigowej, montowano zabudowy AJ-03, AJ-05, HOJ-4 oraz zabudowy dźwigowe produkcji radzieckiej typu K-32 i K-51,
- T111HSC-4 – produkowany od 1955 roku żuraw samochodowy o udźwigu 4 ton, osadzony na podwoziu Tatry 111R. Za produkcję dźwigu odpowiadały zakłady ČKD "Závody Jana Švermy" Slaný,
- T111HSC-5 – produkowany od 1959 roku żuraw samochodowy, będący modernizacją wersji HSC-4 polegającą na zwiększeniu udźwigu do 5 ton,
- T111D – podwozie przystosowane do zabudów specjalnych: autobus, warsztat, radiostacja, itp.

## Galeria

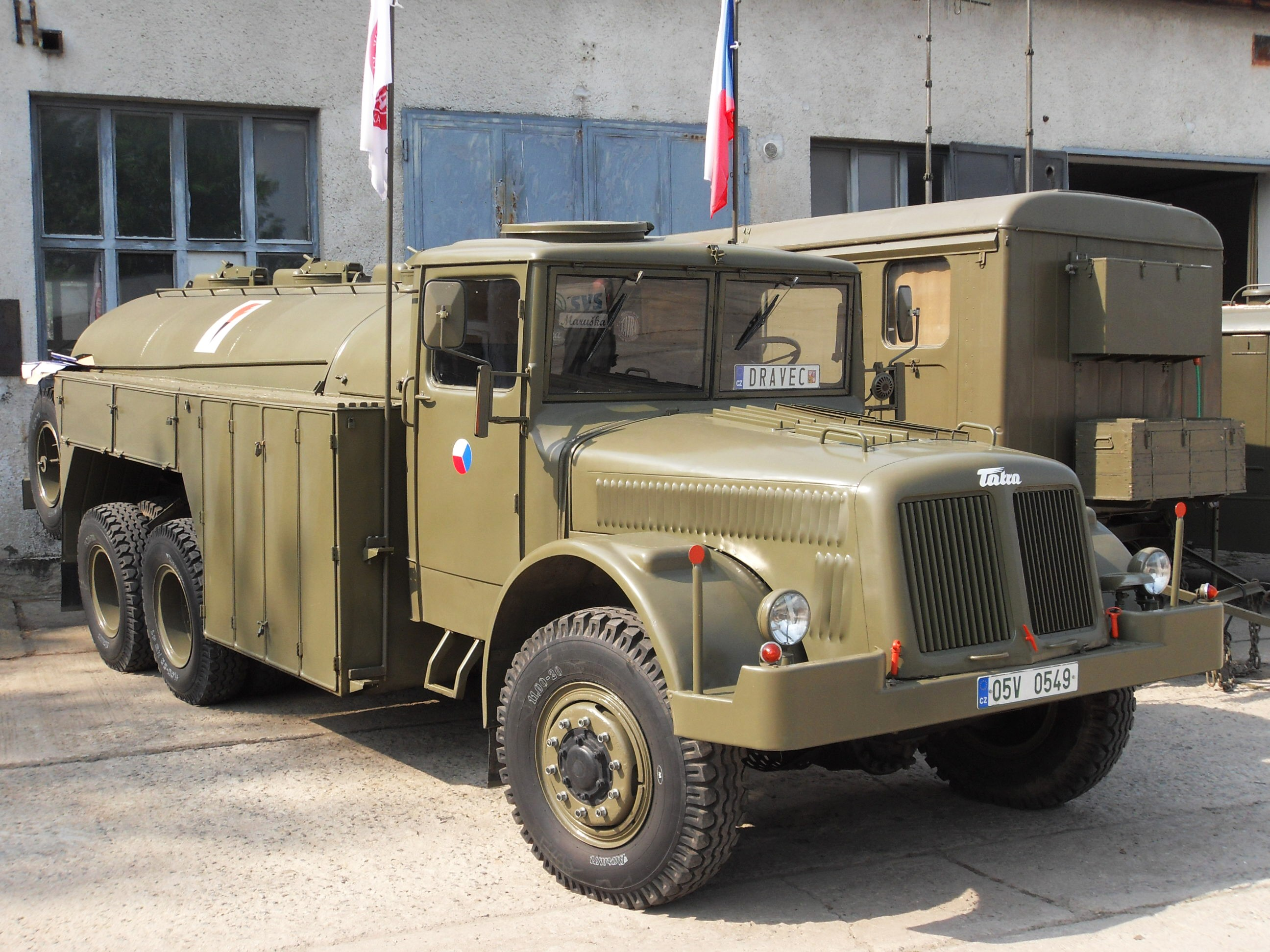
Cysterna Tatra 111C
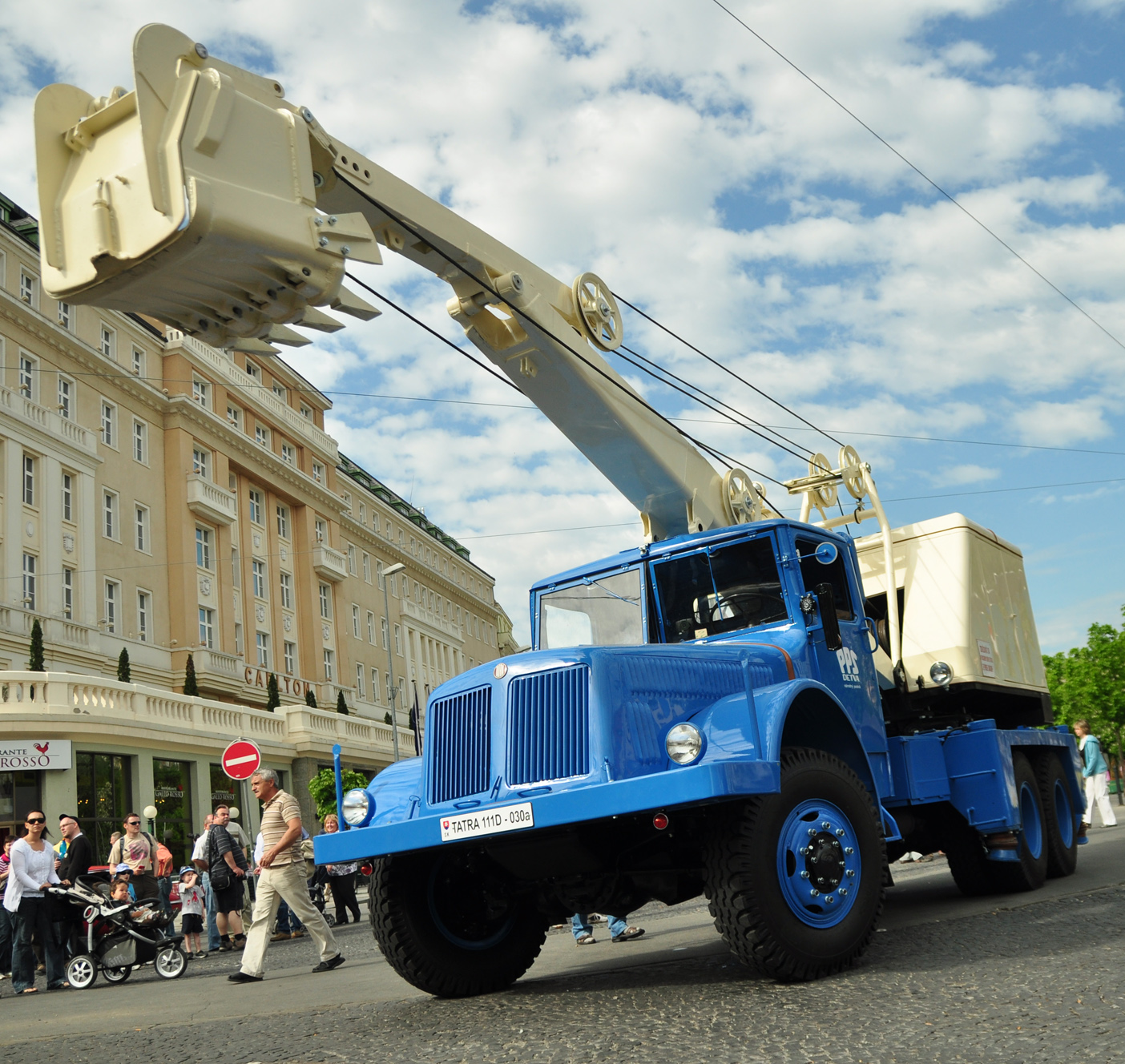
Koparka Tatra 111D
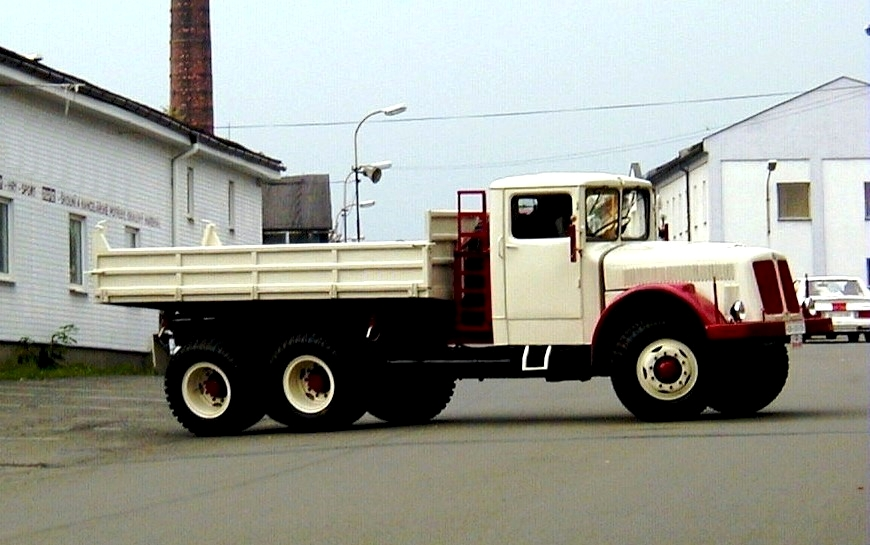
Tatra 111S3
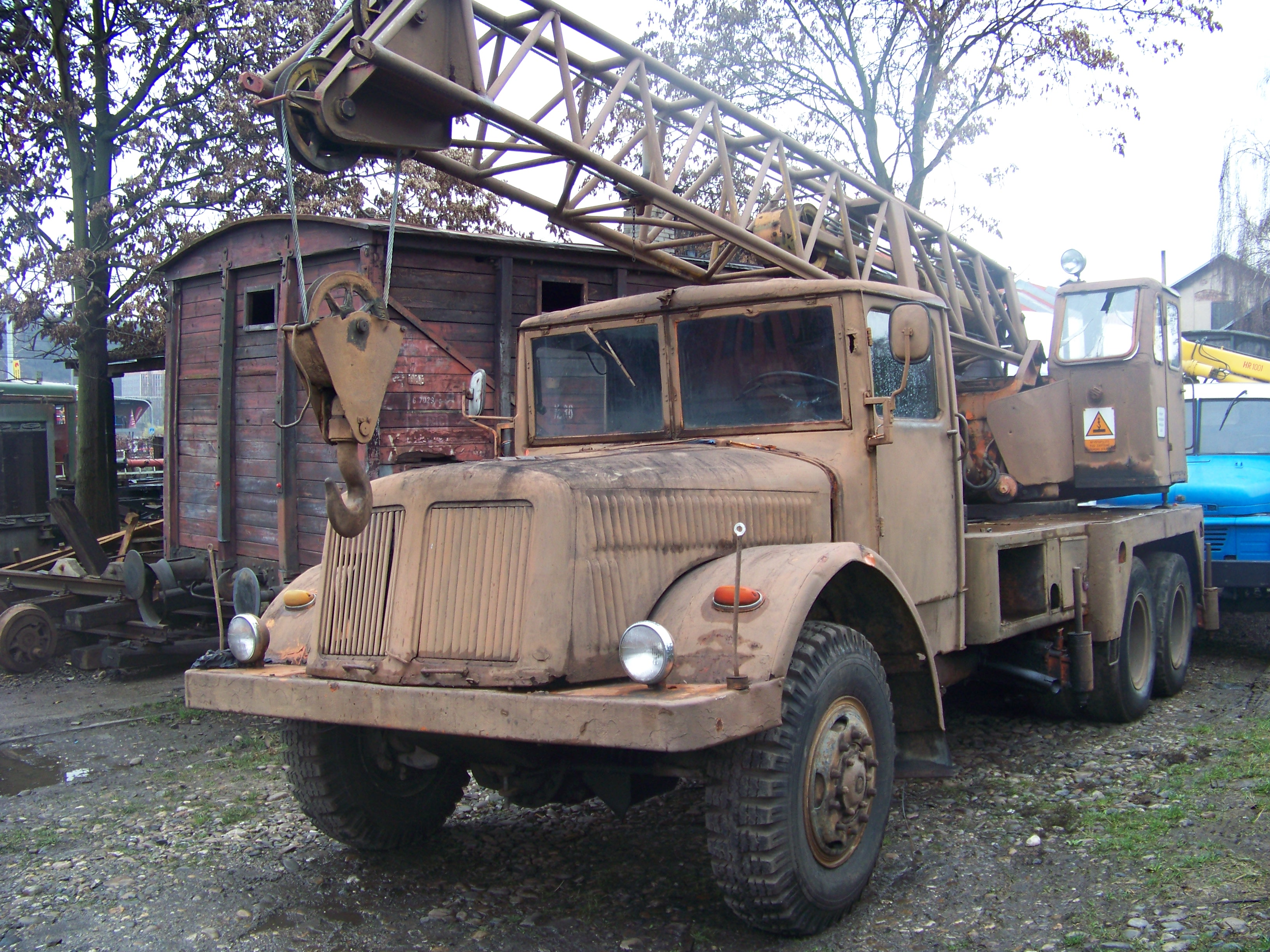
Dźwig Tatra 111HSC-4
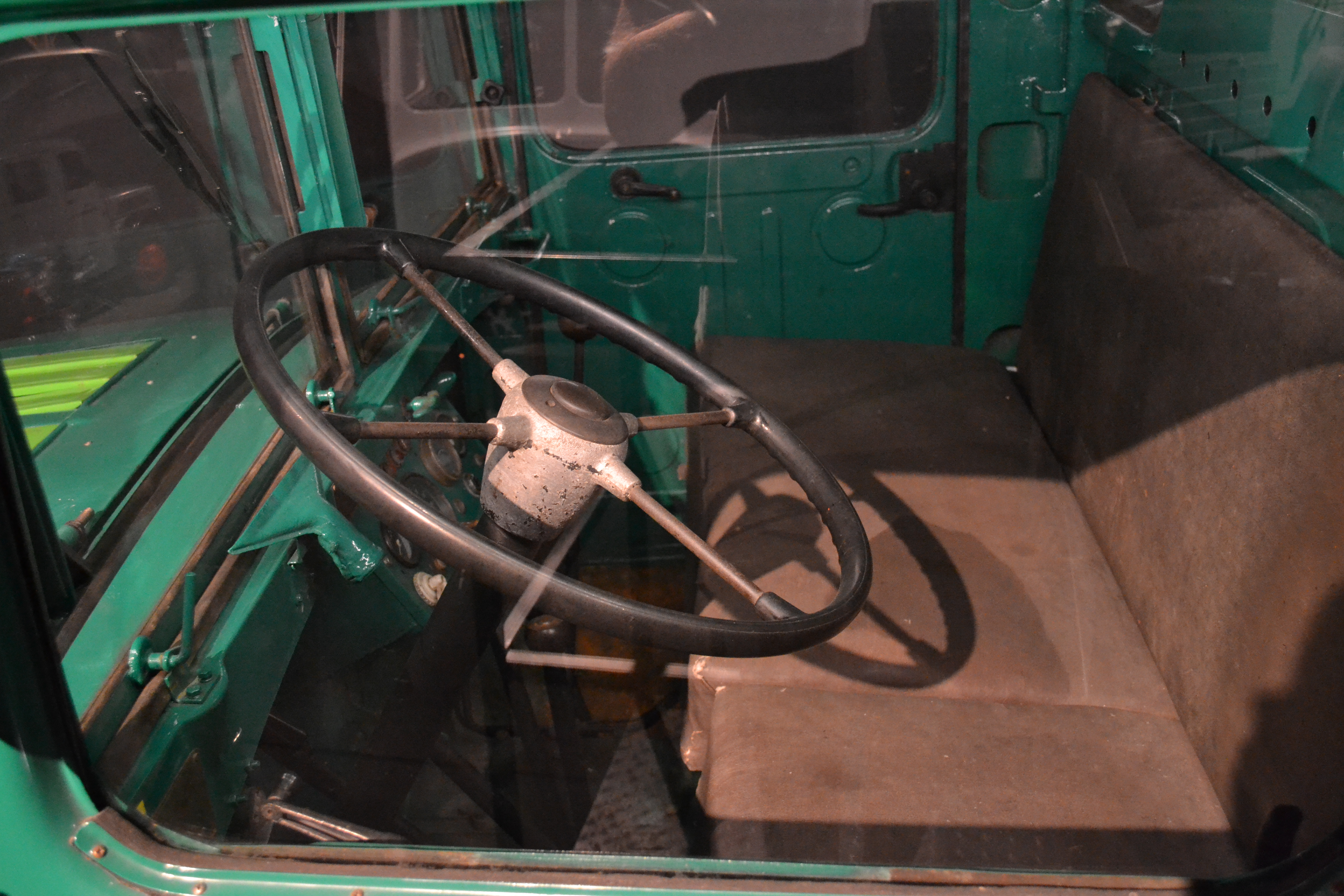
Wnętrze pojazdu
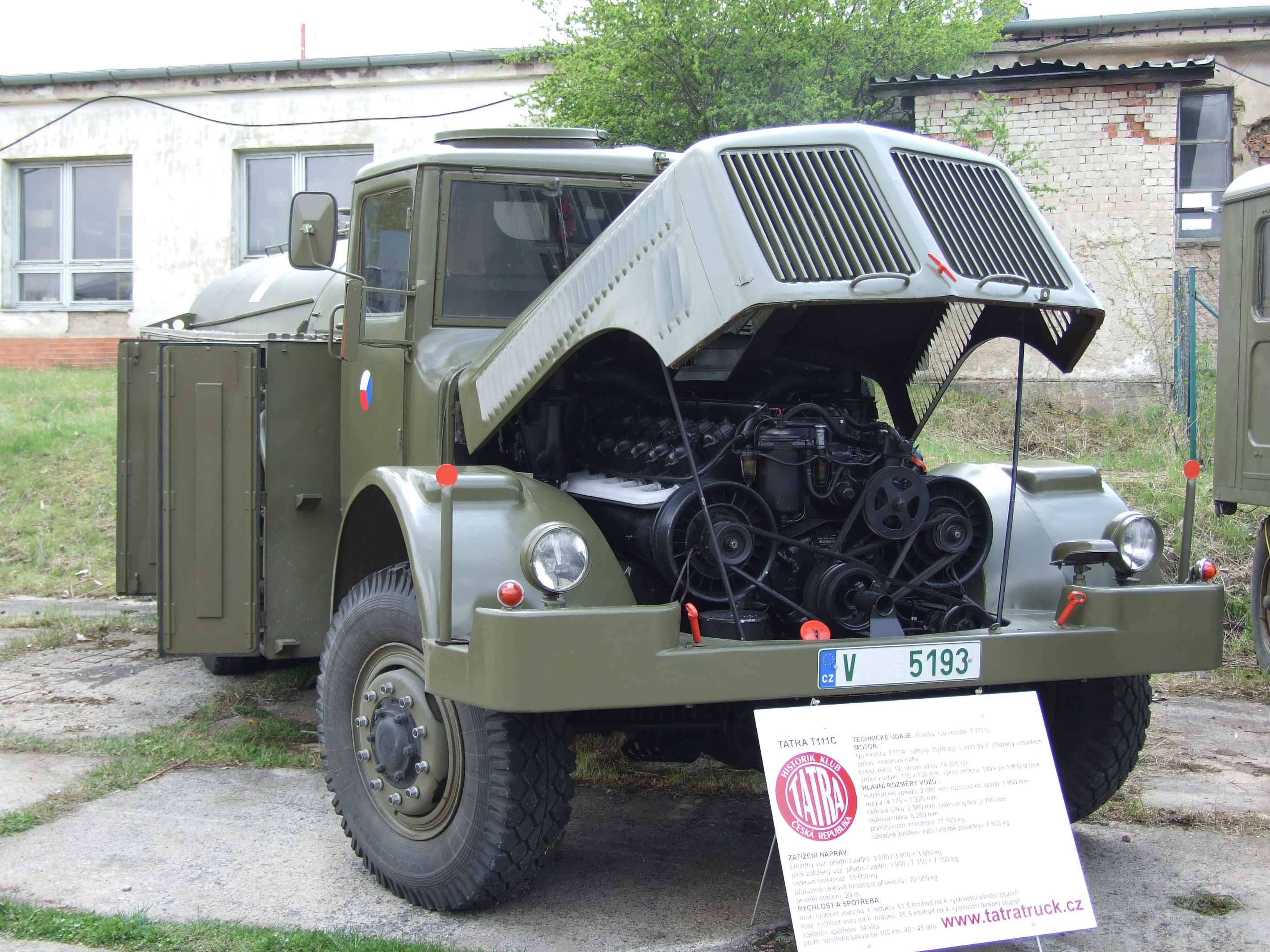
Tatra 111C – przód pojazdu
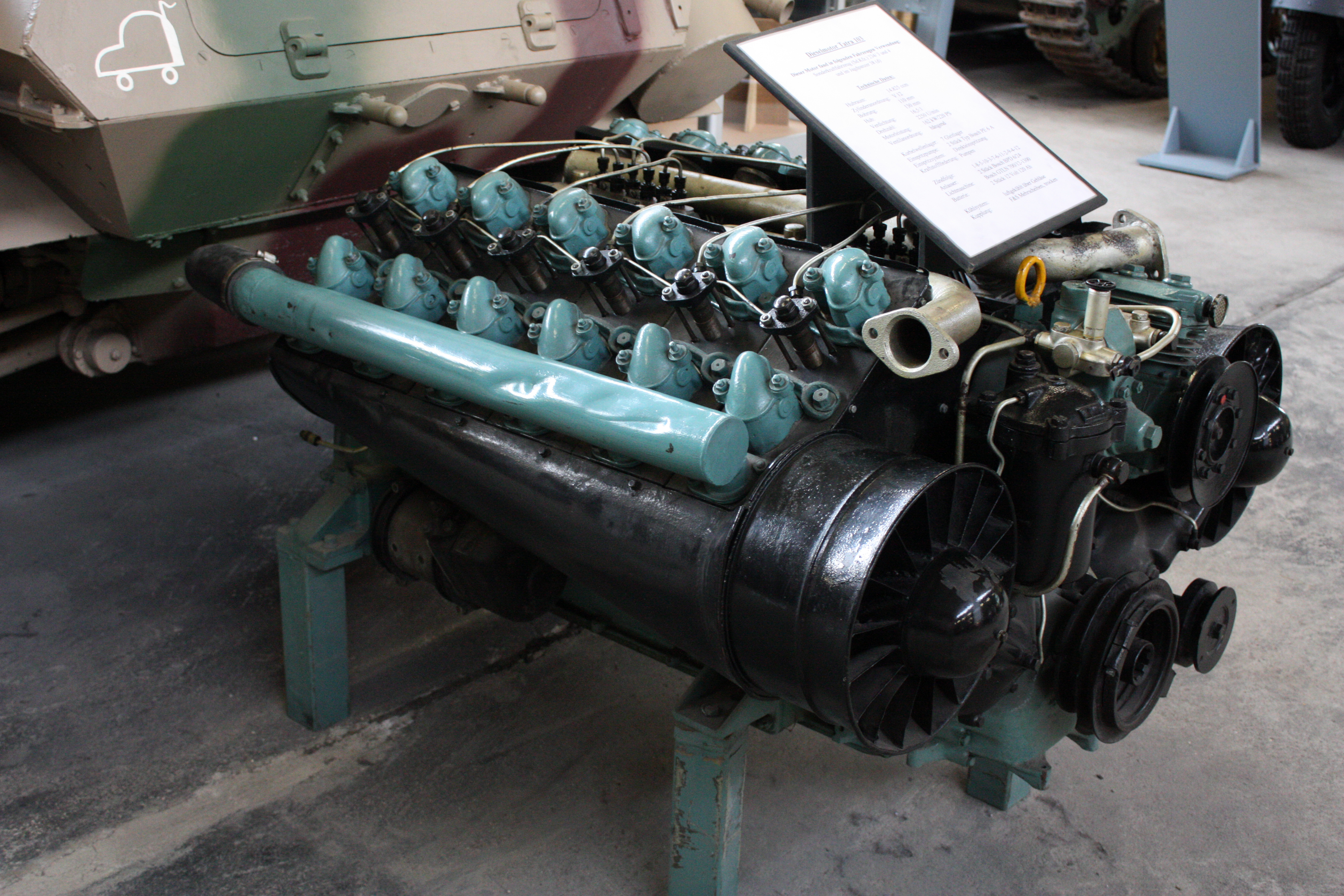
Silnik Tatra 103

## Konstrukcje pokrewne
Na bazie ciężarówki Tatra 111 powstało kilka modeli pojazdów wykorzystujących jej podzespoły:

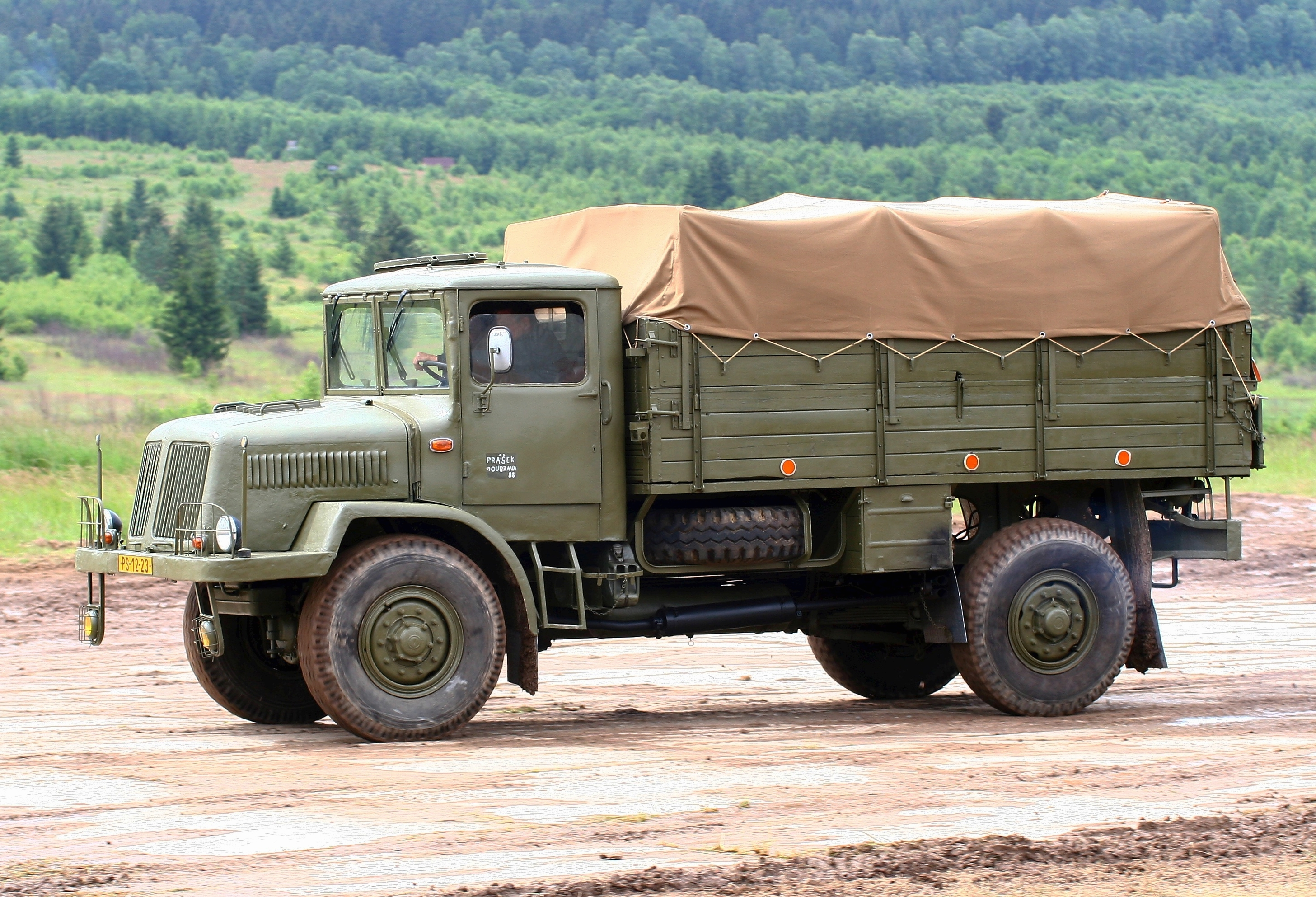
Tatra 128

- Tatra 128 – dwuosiowa, terenowa ciężarówka wojskowa produkowana w latach 1951–1952, o ładowności 5 ton na drodze i 3 ton w terenie. Produkcję zakończono ze względu na niewystarczające właściwości terenowe i duże zużycie paliwa[14][15]. Powstało 4060 sztuk modelu[16].

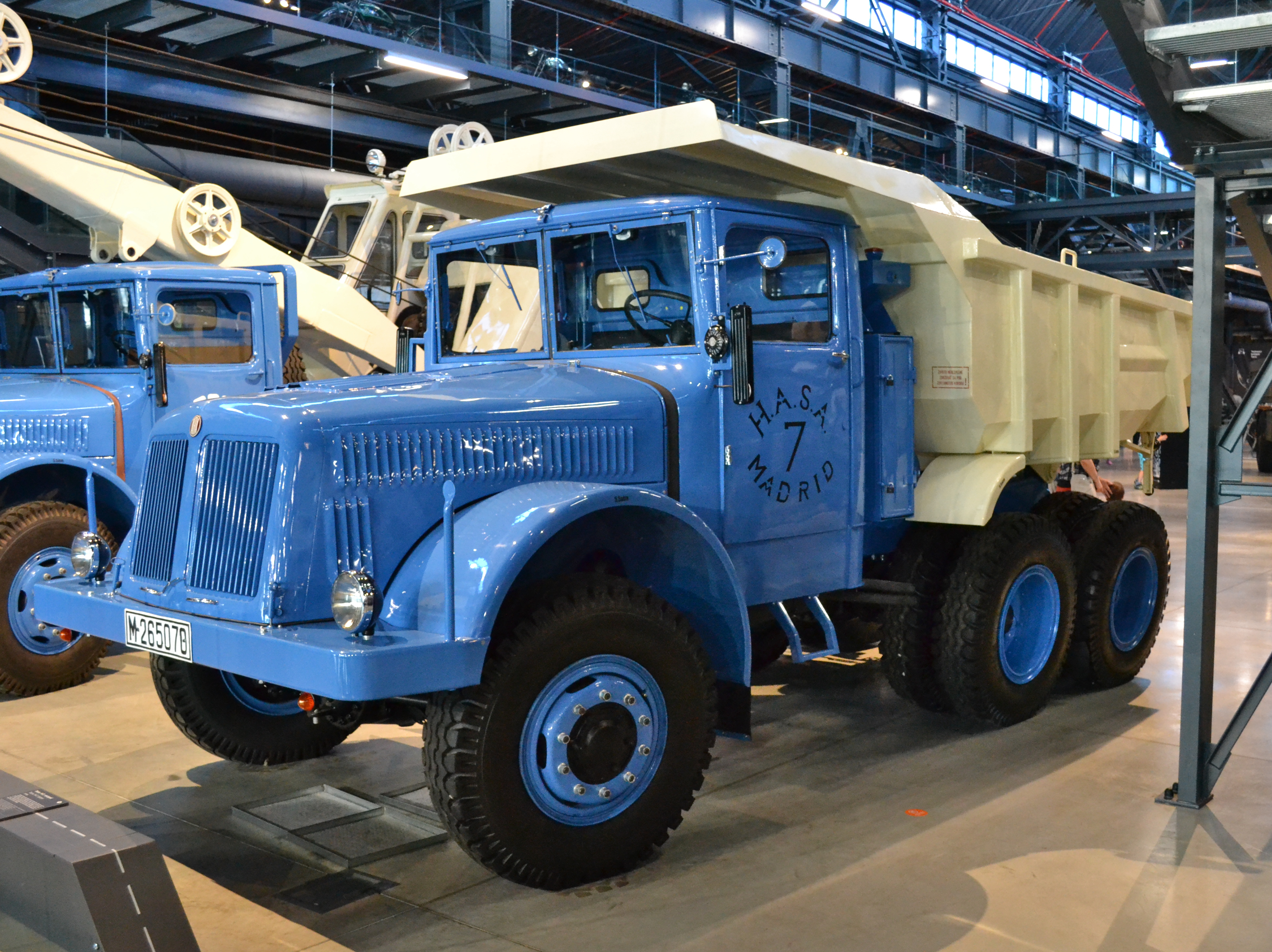
Tatra 147

- Tatra 147-DC5 – produkowana w latach 1957–1961 krótka wersja podwozia T111R, zabudowana jednostronną wywrotką do tyłu, przystosowana do pracy w kopalniach i kamieniołomach. Powstało około 500 sztuk[17][2].

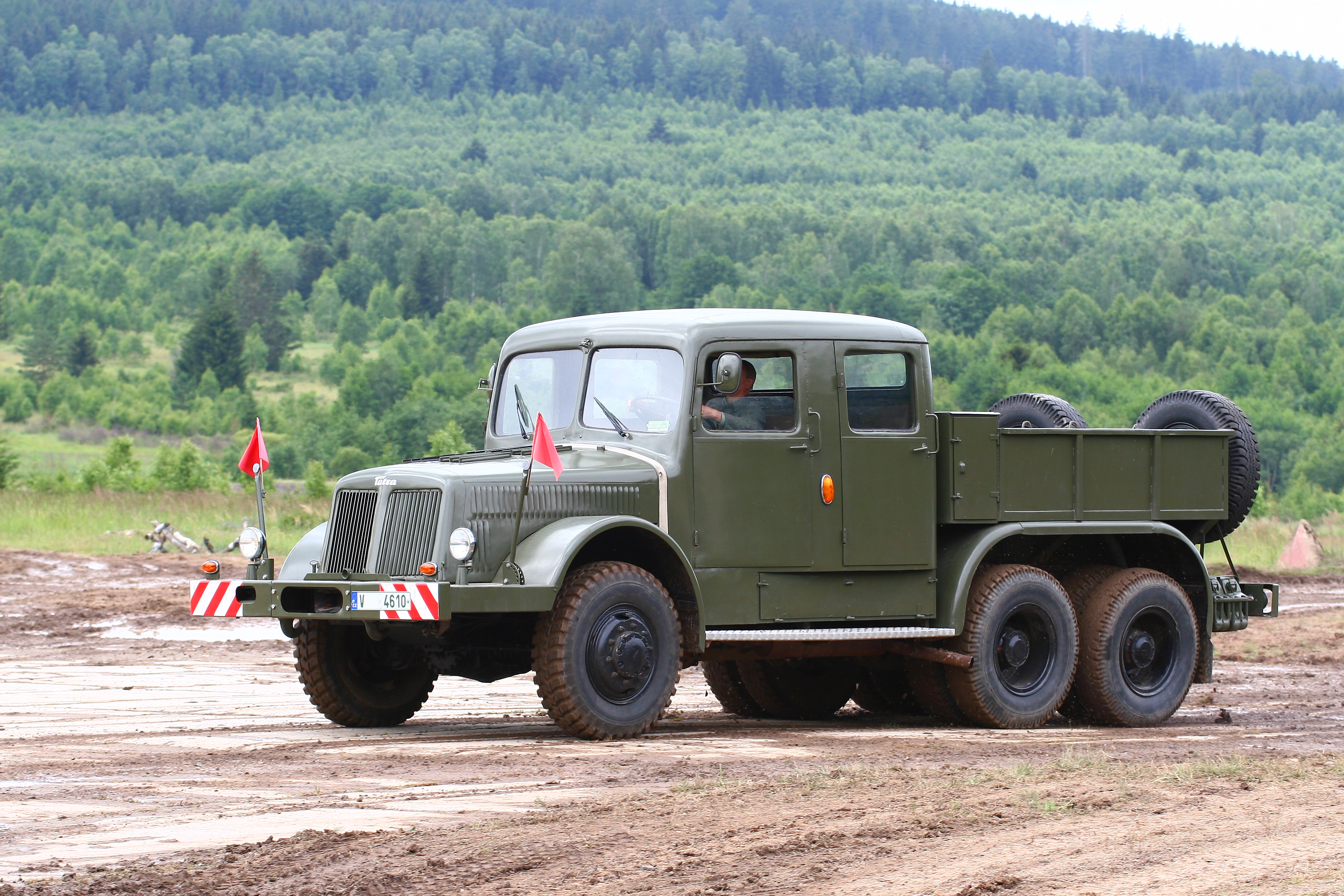
Tatra 141

- Tatra 141 – ciągnik balastowy przystosowany do ciągnięcia 100-tonowej przyczepy, stosowany powszechnie we wszystkich krajach RWPG. W stosunku do standardowej Tatry 111 wprowadzono wiele zmian konstrukcyjnych m.in. zastosowano podwójną kabinę, reduktory w mostach, wyciągarkę oraz dwuobwodowy systemem hamulcowy. Produkcja odbywała się w latach 1957–1970 w Zakładach im. Woroszyłowa w Bánovcach nad Bebravou. Wyprodukowano około 5000 sztuk pojazdu[4][18].
- Tatra 111 BUS – 52 miejscowy autobus produkowany w 1953 roku przez przedsiębiorstwo ČKD Tatra Smíchov. Podwozie i część mechaniczna pojazdu pochodziła z samochodu Tatra 111 natomiast nadwozie z czechosłowackiego trolejbusu Tatra T400[19][20].

Ponadto silnik T111 oraz jego pochodną T103 stosowano w niemieckich pojazdach opancerzonych Sd. Kfz. 234 Puma i Sd. Kfz. 9 Famo.

## Rola w kulturze i upamiętnienie
- Tatra 111 wystąpiła w filmie Baza ludzi umarłych w reżyserii Czesława Patelskiego, opowiadającym o losie kilku kierowców ciężarówek, którzy na zalesionym odludziu w Bieszczadach trudnią się przewożeniem drewna. Pojazdem tym poruszał się filmowy Partyzant, grany przez Tadeusza Łomnickiego[21][22]. Ciężarówki te pojawiały się ponadto w wielu filmach czechosłowackich, rumuńskich, francuskich, radzieckich czy nawet chińskich[23].
- W celu upamiętnienia zasług pojazdu dla rozwoju Syberii, w 1973 roku w Magadanie stanął pomnik poświęcony Tatrze 111. Umieszczony na cokole samochód pochodzi z 1947 roku[6][24].
- Samochód Tatra 111 został upamiętniony na czechosłowackim znaczku pocztowym z 1958 roku o nominale 1,25 Kčs. Znaczek powstał w nakładzie 885 tys. sztuk, a jego autorami byli Bodhan Roule i František Hudeček[25][26].